# A száhil-öv népeinek kasztrendszere
Az afrikai kasztrendszer a sokszínű és misztikus afrikai kultúra része, amely híres különleges rituáléiról és szertartásairól is. Az afrikai embercsoportok hierarchiája létező fogalom, igen különleges hagyományokon alapszik.

## Eredete
Leo Frobenius (1873–1938), a brémai Néprajzi Múzeum kutatójaként az afrikanisztikai irodalom lelkes tanulmányozója volt. Afrika különböző területein végzett széles körű kutatásokat, lejegyezte a szokásaikat és az afrikai társadalmak sajátosságait. Egyik ilyen jelentős sajátosság a kasztrendszerük, melynek részletes megismerésére igen nagy hangsúlyt fektetett.

## Alapjai
Az afrikai kasztrendszer nem olyan ismert, mint az indiai, mert nem olyan kötött és egységes. Frobenius Szudán és a Száhel nyugati részére jellemző társadalmi viszonyok leírásakor tárgyalja e területek sajátos kasztrendszerét. A kasztok rendszere a sokszínű kultúra, a sokféle törzs és embertípus ellenére nagyon hasonló a különböző területeken is. Az indiai rendszertől eltérően itt létezik átjárás a kasztok között, azaz egy alacsonyabb kasztból származó egyén bizonyos körülmények közt átkerülhet egy felsőbb kasztba (pl. katonai megszállás esetén a nemesekből lehetnek szolgák, de az elvándorolt szolgák egy új területen elhelyezkedve akár nemesek is lehetnek). Többek közt ez okozza a terület népességének sokszínűségét. Az afrikai rendszer különbséget tesz a törzs (diamu), család (mbadi), és a kaszt (si) között. A kasztokat nem az alájuk tartozó egyének száma, hanem a kaszt megbecsültsége alapján lehet sorba rendezni. Persze a különböző területeken vannak apróbb eltérések a kasztrendszerben, de csak az alacsonyabb rendű kasztok között, ahol területenként eltérhet a sorrend, de minden területre egy, az alábbihoz nagymértékben hasonló hatos besorolás jellemző.
- Nemesek (leginkább horóknak nevezik, de területenként eltérhet a megnevezés)

- Alacsonyabb rendű kasztok: bőrműves, énekes, kovács, jobbágy, szolga.

## Felépítése

### Nemesek (horók)
Minden területen a horók a legmegbecsültebbek, ők álltak a kasztrendszer legtetején. Nagyon ügyeltek a tiszta vérre, mind apai, mind anyai ágon. Bizalmatlanok voltak az idegenekkel, nem is szívesen házasodtak velük. Azok a horók, akiknek a vére sok nemzedékre visszamenően tiszta volt, és ezt bizonyítani is képesek voltak, ők voltak általában a legmegbecsültebbek. A horók kivétel nélkül mind vagy föld, vagy termőolaj tulajdonosai voltak, földjeiket meglepő módon maguk művelték. A királyok, hercegek, császárok is ebbe a kasztba tartoztak, bár egyes szóbeszéd szerint a legjobb uralkodók és hadvezérek mind alacsonyabb rendű anyától származtak. Ők szintén rendelkeztek földdel, tehát parasztok is egyben, nem csak uralkodók. (Ezt bizonyítja az „első kapavágás szertartása” is, melyet az uralkodónak kell megejtenie az egybegyűlt nép előtt.) Legfontosabb feladatuk tehát a földművelés volt, jellemző szerszámuk a kapa (az ekét ekkor nem ismerték). Földművelési módszerként vetésforgót alkalmaztak. Legfontosabb eseményük a betakarítás volt, de a betakarítás végén sohasem volt szabad ünnepséget rendezniük, ahogy az újév beköszöntét sem ünnepelték meg. Másik érdekes jellegzetességük, hogy az ezüstöt csak a horók hordhatták ékszerként, a többi kasztnak tiltott volt.

### Jobbágyok (ulusszuk)
Szilárd tagoltság jellemzi őket. Az ide tartozók kis falvakban, tanyákon születtek, eredetileg pásztorok, de vannak köztük olyanok is, akik leigázott népcsoportok, vagy rabszolgák leszármazottai.
Csak kiváltás árán szabadulhatnak fel, de nem jellemző, hogy egy horó csak úgy kiváltson egy ulusszut – általában akkor fordult elő, ha egy horó férfinak egy ulusszu nőtől született törvénytelen gyermeke. Ha ez a gyerek fiú, gyakran kiváltotta az apja, egy szertartás segítségével. A gyermeket először körülmetélték, majd egybehívták az egész közösséget (mivel az ulusszu gyermek nem a szülei, hanem a közösség tulajdona), a falu főterén felállítottak egy vízzel teli edényt, mellé pedig egy ezüst karperecet. A gyermeknek az egybegyűltek előtt meg kell fürdenie az edényben, majd felvenni az ezüst karperecet, ezzel szimbolizálták, hogy már nemes lett – a jobbágyok ugyanis csak aranyat hordhattak.
Ulusszu nő gyermeke csak akkor születhetett horónak, ha annak az apja, aki szintén nemes, még a gyerek születése előtt feleségül vette az anyát. Ez ritka eset, de nem példátlan. Ebben az esetben a gyermekét nem kellett kiváltania, mert eleve nemesnek született.
Az ulusszuk élete egyszerű: a hét öt napján délelőtt az urának dolgozott, délután saját magának. A pénteki és szombati napjával maga rendelkezett, így gyakorlatilag még több időt fordíthatott a maga dolgaira. Amit ezen idő alatt megtermelt, megkeresett, az a magáé volt. Ebből akár vehetett magának egy saját rabszolgát, de akár házasságot is köthetett (ebben az esetben viszont fizetnie kellett) , sőt megvásárolhatta a saját szabadságát is, ha ki tudta fizetni.

### Kovácsok (numuk)
Úgy tartják, még nagyon régen felsőbb, előkelő rétegekből süllyedtek le, elszegényedtek. Egyesek úgy tartják, hogy az iszlám nemességből eredeztethetők. Számukra is fontos volt a tiszta vér.
Megvetett kasztnak számított. Nem abban az értelemben, hogy lenézték őket, inkább tartottak tőlük. Más kasztok tagjai nem szívesen keveredtek velük, idegenkedtek tőlük, és semmi esetre sem kötöttek velük házasságot.
A numuk szellemi kultúrája igen gazdag, műveltek és bölcsek voltak. Ők végezték a körülmetélést, részt vettek az ítélethozatalokban, bíráskodtak, szertartásokat, rituálékat vezettek le. Sokan varázslóknak tartották őket. A numukhoz fűződik az istenítélet szertartása is (ez alatt nem a keresztény istenítélet értendő), vagy az elátkozás. Ez utóbbit olyan vitás ügyekben alkalmazták, ahol nem sikerült ítéletet hozni, nem derült ki, hogy ki a bűnös. A szertartást csak tiszta vérű numu végezhette el. Egy szem vetőmagot helyezett az üllőre, majd így szólt: „Akinek itt nincs igaza, az pusztuljon el!” Ezeket a szavakat a viszálykodók is elismételték, majd a numu egyszer ráütött a vetőmagra. A hiedelem szerint a bűnös ezután három hónapon belül meghalt, sokszor az egész családjával együtt. Ha ezen három hónap alatt a bűnét megbánta, vagy tartott az ítélettől, gyónással megszabadulhatott az átoktól és életben maradhatott.
A numuk totemállata a fehér tyúk. Persze ez nem akadályozta meg őket abban, hogy ünnepségeken azt egyék. Betakarításkor járulékokat kaptak a termésből, mivel valahogy senki nem akarta magára haragítani a numukat. Volt egy különös hagyományuk is: minden numu rendelkezett több kisebb kohóval, azonban minden szárazsági időszak végén kötelezően egy-egy nagy kohót kellett építeniük, majd az itt kiolvasztott vasat kapavasnak kovácsolták, és a horóknak adták, nagy ünnepnap kíséretében.

### Énekesek (diallik)
Elég vegyes a kaszt, ide kerültek olyanok, akik felsőbb kasztokból süllyedtek le, de más népcsoportokból is kerültek közéjük Feladatuk az ünnepeken történő énekmondás volt, valamint a szent énekek megőrzése. Ezeket történelmi, mitikus szövegekben találhatjuk meg. Az afrikai markák országában az énekmondóknak három rétege volt:
- diarék: legtöbbre becsült énekesek, éneküket dobpergéssel és szudáni gitár használatával ékesítették

- gesszerék: nem sokra becsülték őket, énekükhöz lopótökgitárt használtak. Ünnepségekre hívták őket, ahol ízléstelen, torz módon dicsőítették a meghívóikat.

- garankék: a legősibb énekmondók, bőrművesek is egyben. Énekük a kanjo. Lebecsülték őket, mert nem hősi eposzokat, és szent énekeket énekeltek, témájuk együgyű volt. A horók szerint énekük csak asszonyoknak és örömlányoknak szól.

Az énekesek helyzete, megbecsültsége társadalmi rangja tehát változatos, területenként igen eltérő. Kóbor nép, művészi, de nem rangos. Sok esetben zenés játékok megrendezésével bízták meg őket.